# Gammaropsis sophiae
Gammaropsis sophiae är en kräftdjursart som först beskrevs av Boeck 1861.  Gammaropsis sophiae ingår i släktet Gammaropsis och familjen Isaeidae. Arten är reproducerande i Sverige. Inga underarter finns listade i Catalogue of Life.